# Жаржалтырколь
Жаржалтырколь (каз. Жаржалтыркөл) — озеро в Фёдоровском районе Костанайской области Казахстана. Находится в 1 км к востоку от посёлка Андреевский.
По данным топографической съёмки 1943 года, площадь поверхности озера составляет 5,23 км². Наибольшая длина озера — 2,8 км, наибольшая ширина — 2,5 км. Длина береговой линии составляет 8,2 км, развитие береговой линии — 1,01. Озеро расположено на высоте 187,2 м над уровнем моря.
По данным обследования экспедицией ГГИ от 4 сентября 1956 года, площадь поверхности озера составляет 6 км². Максимальная глубина — 2,2 м, объём водной массы — 8,2 млн м³, общая площадь водосбора — 36,2 км².